# ヒミズ
ヒミズ（日不見、日見ず 学名：Urotrichus talpoides）は、真無盲腸目モグラ科に分類される哺乳類。

## 分布
日本固有種である。本州、四国、九州とその周辺の島（淡路島、五島列島など）に広く分布する。

## 形態
頭胴長が89-104mm、尾長が27-38mm、後足長が13.8-16mm、体重が14.5-25.5gになる。いわゆるモグラに比べると小型で、長い尾をもつ。モグラによく似ているが、土を掘り進むために使う前足が小さい。体毛は背面が黒色か黒褐色で光沢がある。腹面はやや淡色になる。尾は太く棍棒状で頭胴長の1/3の長さがあり、先端部には比較的長いブラシ状の毛があるが、根本はピンク色の皮膚が露出する。なお、尾骨はたがいに癒着し、1本の骨のようになっている。上顎の第1切歯は非常に大きく、先端が尖る。

## 生態
低山帯の森林や草原の落ち葉の下に生息する。他のモグラとは異なり長大なモグラ塚を作ることはなく、落ち葉の下に浅い溝のようなものを掘って生活している。
夜間には地表を歩き、半地中生活をしている。夜になると地上を徘徊することもあるが、日光が照る所には出てこない。「日見ず」という和名もここに由来する。
食性は雑食性で、昆虫類、クモ、ムカデ、ミミズなどの小型土壌動物や植物の種子や果実を食べ、小麦粉や大豆、大麦などで採集することができる。
いっぽう、天敵はニホンアナグマ、テン、イノシシ、トビ、フクロウ、モズ、ジムグリなどである。ただし死んだヒミズは臭いが強く、死骸を食べる動物は少ないといわれる。
繁殖期は春であるが、一部の個体は秋にも繁殖する。1回に1-6頭の仔を産む。寿命は約3年である。

## 近縁種
ヒメヒミズ Dymecodon pilirostris True, 1886
本州、四国、九州に分布するが、生息域は標高の高い山地に限られる。これはヒミズと競合して生息域を追われ、ヒミズが生息しない更なる山地に追いやられたものと考えられている。